# 5:55
Albums de Charlotte Gainsbourg
Charlotte for Ever
(1986) IRM
(2009)
Singles
1. The Songs That We Sing
Sortie : 2006
2. 5:55
Sortie : 2007
3. The Operation
Sortie : 2007
4. Beauty Mark
Sortie : 2007

5:55 est le deuxième album de la chanteuse franco-britannique Charlotte Gainsbourg, sorti le 28 août 2006. 
C'est aussi son premier album en vingt ans, le précédent, Charlotte for Ever, datant de 1986.

## Présentation
Pour cet album, Charlotte collabore avec le duo français Air (Jean-Benoît Dunckel et Nicolas Godin), le musicien anglais Jarvis Cocker et le chanteur irlandais Neil Hannon, ainsi que le principal producteur de Radiohead, Nigel Godrich.
En France, l'album obtient la certification platine en se vendant à plus de 500 000 exemplaires,. Aux États-Unis, il s'en vend modestement 22 000 exemplaires.
Le premier single, The Songs That We Sing, se classe à la 78e place sur la liste Rolling Stone des 100 meilleures chansons de 2007.
Cette même chanson est incluse dans la bande originale du film de 2009, Les Intrus (The Uninvited).

### Réception critique
Afin de se différencier de ses célèbres parents (Serge Gainsbourg et Jane Birkin), Charlotte décide de chanter en anglais, ne gardant qu'une chanson en français : Tel que tu es.
L'album est bien reçu par la critique en France, et est considéré comme une réussite, notamment par Les Inrocks. Pitchfork estime que les paroles rappellent celles de Serge Gainsbourg et trouve que la voix de Charlotte est très semblable à celle de sa mère.

## Liste des titres
La musique est composée par Nicolas Godin et Jean-Benoît Dunckel, les deux membres du groupe Air, à l'exception de Night-Time Intermission, composée par Nicolas Godin, Jean-Benoît Dunckel, Jarvis Cocker et Charlotte Gainsbourg.
| 1.    | 5:55                    | Jarvis Cocker, Jean-Benoît Dunckel, Nicolas Godin | 4:52 |
| 2.    | AF607105                | Cocker                                            | 4:30 |
| 3.    | The Operation           | Cocker                                            | 3:59 |
| 4.    | Tel que tu es           | Dunckel, Godin                                    | 3:09 |
| 5.    | The Songs That We Sing  | Cocker, Neil Hannon                               | 2:57 |
| 6.    | Beauty Mark             | Cocker, Dunckel, Hannon, Godin                    | 3:06 |
| 7.    | Little Monsters         | Cocker                                            | 3:46 |
| 8.    | Jamais                  | Cocker                                            | 4:37 |
| 9.    | Night-Time Intermission | Cocker, Charlotte Gainsbourg                      | 2:44 |
| 10.   | Everything I Cannot See | Cocker                                            | 5:45 |
| 11.   | Morning Song            | Cocker, C.Gainsbourg                              | 3:08 |
| 42:32 |                         |                                                   |      |

### Bonus
Sur certaines éditions, une ou deux pistes bonus ont été ajoutées,,.
| Titres bonus | Titres bonus                          | Titres bonus   | Titres bonus | Titres bonus | Titres bonus | Titres bonus | Titres bonus | Titres bonus | Titres bonus |
| No           | Titre                                 | Paroles        | Durée        |              |              |              |              |              |              |
| ------------ | ------------------------------------- | -------------- | ------------ | ------------ | ------------ | ------------ | ------------ | ------------ | ------------ |
| 12.          | Set Yourself on Fire                  | Cocker         | 4:10         |              |              |              |              |              |              |
| 13.          | Somewhere Between Waking and Sleeping | Cocker, Hannon | 3:45         |              |              |              |              |              |              |
| 50:27        |                                       |                |              |              |              |              |              |              |              |

Une édition américaine de Vice Records (24 avril 2007) inclut, au CD 13 titres, 3 vidéos bonus regroupant 2 vidéos promotionnelles et une interview de Charlotte.
| 1. | The Songs That We Sing   | 3:03 |
| 2. | 5:55                     | 3:11 |
| 3. | Interview with Charlotte | 6:08 |

## Crédits

### Membres du groupe
- Charlotte Gainsbourg : chant
- Jean-Benoît Dunckel : piano, orgue, synthétiseur, glockenspiel, vibraphone, chœurs, boîte à rythmes
- Nicolas Godin : guitare acoustique, guitare électrique, guitare à douze cordes, basse, glockenspiel, boîte à rythmes, synthétiseur, tambourin, mélodica, percussion
- Neil Hannon : guitare acoustique
- Jeremy Stacey (en) : batterie
- Tony Allen : batterie
- The Millennia Ensemble : instruments à cordes

### Équipes technique et production
- Nigel Godrich : production, mixage
- David Campbell : arrangements, direction d'orchestre
- Joby Talbot : arrangements
- Bob Ludwig : mastering
- Dan Grech-Marguerat (en) : ingénieur du son
- Darrell Thorp : ingénieur
- Florian Lagatta : ingénieur

## Historique des versions
| Région      | Date            | Label                           | Format           | Catalogue        | Notes |
| ----------- | --------------- | ------------------------------- | ---------------- | ---------------- | --- |
| France      | 28 août 2006    | Because Music                   | CD               | 3116662          | Édition originale |
| France      | 28 août 2006    | Because Music                   | Enhanced CD (en) | 3116672          | Édition limitée, avec le titre bonus Set Yourself on Fire. La section améliorée comprend une version Flash de la brochure incluant des paroles, des images et des crédits.                                     |
| France      | 9 avril 2006    | Because Music                   | Vinyle LP        | BEC5772052       | Double album |
| Royaume-Uni | 9 avril 2006    | Because Music, Atlantic Records | CD               | 5051011-5911-2-9 | |
| Europe      | 9 avril 2006    | Because Music, Warner Music     | CD               | 2564-63652-2     | |
| Japon       | 8 novembre 2006 | Warner Music                    | CD               | WPCR-12431       | Avec les titre bonus Set Yourself on Fire et Somewhere Between Waking and Sleeping. |
| États-Unis  | 24 avril 2007   | Vice Records                    | Enhanced CD      | 94703-2          | Avec les titre bonus Set Yourself on Fire et Somewhere Between Waking and Sleeping. La section améliorée comprend les vidéos promotionnelles de The Songs That We Sing et 5:55 et une interview de Gainsbourg. |